# Blok (priimek)
Blok je priimek več znanih oseb:
- Anton Blok (*1935), nizozemski antropolog
- Aleksander Aleksandrovič Blok (1880—1921), ruski pesnik in esejist
- Peter Blok (*1960), nizozemski igralec
- Žana Pintusevič Bolk (*1972), ukrajinska atletinja, svetovna prvakinja leta 2001